# Maxton (Kent)
Pour les articles homonymes, voir Maxton.
Maxton est un village du Kent, en Angleterre.